# Naissance en 1214
Naissance
- 1210
- 1211
- 1212
- 1213
- 1214
- 1215
- 1216
- 1217
- 1218

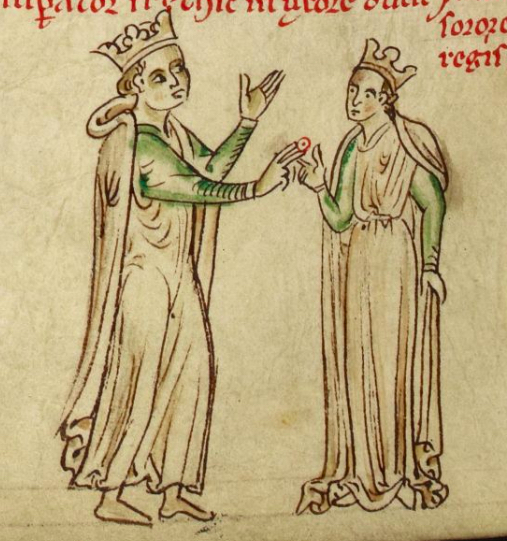
Isabelle d'Angleterre, née en 1214.

Cette page dresse une liste de personnalités nées au cours de l'année 1214
- 25 avril : Louis IX dit saint Louis, roi de France capétien.
- 21 mai : Iyasus Moa,  célèbre moine chrétien éthiopien.

- Al-Qurtubi, ou Al Imâm Abû 'Abdi Llâh Muhammad Ibn Ahmad Ibn Abî Bakr Al-Ansârî Al-Qurtubî, célèbre savant sunnite, théologien Ash'arite et juriste Malikite.
- Alexandre Stuart, 4e grand sénéchal d'Écosse* Koubilaï Khan, souverain mongol.
- Roger Bacon savant, philosophe et théologien anglais.
- Douceline de Digne, sainte de l’Église catholique romaine.
- Isabelle d'Angleterre, impératrice du Saint-Empire, reine de Germanie et de Sicile.
- Thierry de Clèves, seigneur de Dinslaken.

## Crédit d'auteurs
- Cet article est partiellement ou en totalité issu de l'article intitulé « 1214 » (voir la liste des auteurs).